# Галерија грбова Србије
Списак грбова Србије обухвата актуелни грб Републике Србије, историјске грбове Србије, као и грбове њених аутономних покрајина, градова и општина. Карактеристика територијалне хералдике Србије је изграђена хералдика на простору Војводине и њено непостојање на просторима централне Србије и Косова и Метохије. Општине користе своје грбове у три нивоа, у зависности од потребе и степена службености – сваки грб у зависности од потребе има додане спољне елементе тј. параферналије. Основни грб, или Мали грб, хералдичка композиција на штиту, је најужи могући појам сложене хералдичке композиције.
На нивоу Средњег грба, који службено користе органи управе, основни грб је допуњен параферналијама тј. додатним садржајима аплицираним изван штита, првенствено бадемском круном која својим металом и бројем видљивих мерлона означава величину и статус насеља. На нивоу Великог грба, који је свечан и церемонијални грб, репрезент града и највиших градских представника, а чија је употреба крајње рестриктивна, општина се представља у свом интегруму.

## Различити стилови
Аустроугарски стил:
Инђија, Сомбор, Крушедол...
Аустријски округласти стил: 
Вршац, Сомбор...
Српски стил: 
Крагујевац, Обреновац, Младеновац, 
Велика Плана, Врњачка Бања, Горњи Милановац, Деспотовац, Звездара, Исток, Краљево, Лесковац, Мионица, Обреновац, Пећинци, Пожега, Свилајнац, Стара Пазова, Сурдулица, Чајетина, Шабац, Лебане, Житорађа...
Војвођански стил: 
Бачки Петровац, Бела Црква, Беочин, Кикинда, Петроварадин, Шид...
Социјалистички стил: 
Апатин, Беочин, Власотинце, Вучитрн, Зрењанин, Кладово, Параћин, Смедерево...

## Централна Србија
| Грб или амблем | Град или општина                             | Усвојен             | Опис грба                        |
| -------------- | -------------------------------------------- | ------------------- | -------------------------------- |
|                | Општина Александровац                        |                     | Грб Александровца                |
|                | Општина Алексинац                            |                     | Грб општине Алексинац            |
|                | Општина Аранђеловац                          | 2007. год.          | Грб општине Аранђеловац          |
|                | Општина Ариље                                |                     | Грб општине Ариље                |
|                | Општина Бабушница                            |                     | Грб општине Бабушница            |
|                | Општина Бајина Башта                         | 15. јул 2021.       | Грб општине Бајина Башта         |
|                | Општина Барајево (Београд)                   |                     | Грб градске општине Барајево     |
|                | Општина Баточина                             |                     | Грб општине Баточина             |
|                | Општина Бела Паланка                         |                     | Грб општине Бела Паланка         |
|                | Град Београд                                 |                     | Грб Београда                     |
|                | Општина Блаце                                |                     | Грб општине Блаце                |
|                | Општина Богатић                              | 8. септембар 2009.  | Грб општине Богатић              |
|                | Општина Бојник                               |                     | Грб општине Бојник               |
|                | Општина Бољевац                              |                     | Грб општине Бољевац              |
|                | Општина Бор                                  |                     | Грб општине Бор                  |
|                | Општина Босилеград                           |                     | Грб општине Босилеград           |
|                | Општина Брус                                 |                     | Грб општине Брус                 |
|                | Општина Бујановац                            |                     | Грб општине Бујановац            |
|                | Град Ваљево                                  |                     |                                  |
|                | Општина Варварин                             |                     | Грб општине Варварин             |
|                | Општина Велика Плана                         |                     | Грб општине Велика Плана         |
|                | Општина Велико Градиште                      |                     | Грб општине Велико Градиште      |
|                | Општина Владимирци                           |                     |                                  |
|                | Општина Владичин Хан                         |                     |                                  |
|                | Општина Власотинце                           |                     | Грб општине Власотинце           |
|                | Општина Вождовац (Београд)                   |                     | Грб Вождовца                     |
|                | Град Врање                                   |                     | Грб општине Врање                |
|                | Општина Врачар (Београд)                     |                     | Грб општине Врачар               |
|                | Општина Врњачка Бања                         | 2002. год.          | Грб општине Врњачка Бања         |
|                | Општина Гаџин Хан                            |                     |                                  |
|                | Општина Голубац                              |                     |                                  |
|                | Општина Горњи Милановац                      |                     | Грб општине Горњи Милановац      |
|                | Општина Гроцка                               |                     | Грб градске општине Гроцка       |
|                | Општина Деспотовац                           |                     | Грб општине Деспотовац           |
|                | Општина Димитровград                         |                     | Грб општине Димитровград         |
|                | Општина Дољевац                              |                     |                                  |
|                | Општина Жабари                               |                     |                                  |
|                | Општина Житорађа                             |                     | Грб општине Житорађа             |
|                | Општина Жагубица                             |                     |                                  |
|                | Град Зајечар                                 | 2009. год.          | Грб општине Зајечар              |
|                | Општина Звездара (Београд)                   |                     | Грб општине Звездара             |
|                | Општина Земун (Београд)                      |                     | Грб градске општине Земун        |
|                | Општина Ивањица                              |                     |                                  |
|                | Град Јагодина                                |                     | Грб Јагодине                     |
|                | Општина Кладово                              |                     |                                  |
|                | Општина Кнић                                 | 26. март 2009. год. | Грб општине Кнић                 |
|                | Општина Књажевац                             |                     |                                  |
|                | ОпштинаВуков Хан                             |                     |                                  |
|                | Општина Костолац                             |                     |                                  |
|                | Општина Коцељева                             |                     |                                  |
|                | Град Крагујевац                              |                     | Грб Крагујевца                   |
|                | Град Краљево                                 |                     | Симболи града Краљева            |
|                | Општина Крупањ                               |                     |                                  |
|                | Град Крушевац                                |                     |                                  |
|                | Општина Куршумлија                           |                     |                                  |
|                | Општина Кучево                               |                     |                                  |
|                | Општина Лазаревац (Београд)                  |                     | Грб општине Лазаревац            |
|                | Општина Лајковац                             |                     | Грб општине Лајковац             |
|                | Општина Лапово                               |                     | Грб општине Лапово               |
|                | Општина Лебане                               |                     | Грб општине Лебане               |
|                | Град Лесковац                                |                     | Грб Лесковца                     |
|                | Град Лозница                                 |                     | Грб Лознице                      |
|                | Општина Лучани                               |                     | Грб општине Лучани               |
|                | Општина Љиг                                  |                     |                                  |
|                | Општина Љубовија                             |                     |                                  |
|                | Општина Мајданпек                            |                     |                                  |
|                | Општина Мали Зворник                         |                     | Грб општине Мали Зворник         |
|                | Општина Мало Црниће                          |                     | Грб општине Мало Црниће          |
|                | Општина Медвеђа                              |                     |                                  |
|                | Градска општина Медијана (Ниш)               |                     |                                  |
|                | Општина Мерошина (Ниш)                       |                     |                                  |
|                | Општина Мионица                              |                     |                                  |
|                | Општина Младеновац                           |                     | Грб општине Младеновац           |
|                | Општина Неготин                              |                     |                                  |
|                | Град Ниш                                     |                     | Грб Ниша                         |
|                | Градска општина Нишка Бања (Ниш)             |                     |                                  |
|                | Општина Нова Варош                           |                     |                                  |
|                | Општина Нови Београд (Београд)               | 2004.               | Грб општине Нови Београд         |
|                | Град Нови Пазар                              |                     |                                  |
|                | Општина Обреновац (Београд)                  |                     | Грб Обреновца                    |
|                | Општина Осечина                              |                     |                                  |
|                | Градска општина Пантелеј (Ниш)               |                     | Грб градске општине Пантелеј     |
|                | Градска општина Палилула (Београд) (Београд) |                     | Грб општине Палилула (Београд)   |
|                | Градска општина Палилула (Ниш) (Ниш)         |                     |                                  |
|                | Општина Параћин                              |                     |                                  |
|                | Општина Петровац на Млави                    |                     |                                  |
|                | Општина Пирот                                |                     | Грб општине Пирот                |
|                | Општина Пожаревац                            |                     | Грб општине Пожаревац            |
|                | Општина Пожега                               |                     | Грб Пожеге                       |
|                | Општина Прешево                              |                     | Грб општине Прешево              |
|                | Општина Прибој                               |                     | Грб општине Прибој               |
|                | Општина Пријепоље                            |                     | Грб општине Пријепоље            |
|                | Општина Прокупље                             |                     | Грб општине Прокупље             |
|                | Општина Ражањ                                |                     |                                  |
|                | Општина Раковица (Београд)                   |                     | Грб општине Раковица             |
|                | Општина Рача                                 |                     |                                  |
|                | Општина Рашка                                |                     |                                  |
|                | Општина Рековац                              |                     |                                  |
|                | Општина Савски Венац (Београд)               |                     | Грб општине Савски венац         |
|                | Општина Свилајнац                            | јун 2002.           | Грб општине Свилајнац            |
|                | Општина Сврљиг                               |                     |                                  |
|                | Општина Сјеница                              |                     |                                  |
|                | Општина Смедерево                            |                     |                                  |
|                | Општина Смедеревска Паланка                  |                     | Грб општине Смедеревска Паланка  |
|                | Општина Сокобања                             |                     |                                  |
|                | Општина Сопот                                |                     | Грб градске општине Сопот        |
|                | Општина Стари Град (Београд)                 |                     | Грб општине Стари град (Београд) |
|                | Општина Сурдулица                            |                     | Грб општине Сурдулица            |
|                | Општина Сурчин (Београд)                     |                     | Грб општине Сурчин               |
|                | Општина Топола                               |                     | Грб општине Топола               |
|                | Општина Трговиште                            |                     |                                  |
|                | Општина Трстеник                             |                     |                                  |
|                | Општина Тутин                                |                     |                                  |
|                | Општина Ћићевац                              |                     |                                  |
|                | Општина Ћуприја                              |                     |                                  |
|                | Општина Уб                                   |                     |                                  |
|                | Општина Ужице                                |                     |                                  |
|                | Градска општина Црвени Крст (Ниш)            |                     |                                  |
|                | Општина Црна Трава                           |                     |                                  |
|                | Општина Чајетина                             |                     |                                  |
|                | Општина Чачак                                |                     |                                  |
|                | Општина Чукарица (Београд)                   |                     | Грб општине Чукарица             |
|                | Општина Шабац                                |                     | Грб Шапца                        |

## Војводина
| Грб или амблем | Град или општина         | Усвојен | Опис грба                        |
| -------------- | ------------------------ | ------- | -------------------------------- |
|                | Општина Ада              |         | Грб општине Ада                  |
|                | Општина Алибунар         |         | Грб општине Алибунар             |
|                | Општина Апатин           |         | Грб општине Апатин               |
|                | Општина Бач              |         | Грб општине Бач                  |
|                | Општина Бачка Паланка    |         | Грб општине Бачка Паланка        |
|                | Општина Бачки Петровац   |         | Грб општине Бачки Петровац       |
|                | Општина Бачка Топола     |         | Грб општине Бачка Топола         |
|                | Општина Бела Црква       |         | Грб општине Бела Црква           |
|                | Општина Беочин           |         | Грб општине Беочин               |
|                | Општина Бечеј            |         | Грб општине Бечеј                |
|                | Општина Врбас            |         | Грб општине Врбас                |
|                | Општина Вршац            |         | Грб општине Вршац                |
|                | Општина Жабаљ            |         | Грб општине Жабаљ                |
|                | Општина Житиште          |         |                                  |
|                | Град Зрењанин            |         | Грб Зрењанина                    |
|                | Општина Инђија           |         | Грб општине Инђија               |
|                | Општина Ириг             |         | Грб општине Ириг                 |
|                | Општина Кањижа           |         | Грб општине Кањижа               |
|                | Општина Кикинда          |         | Грб општине Кикинда              |
|                | Општина Ковачица         |         |                                  |
|                | Општина Ковин            |         |                                  |
|                | Општина Кула             |         | Грб општине Кула                 |
|                | Општина Мали Иђош        |         | Грб општине Мали Иђош            |
|                | Општина Нови Бечеј       |         | Грб општине Нови Бечеј           |
|                | Град Нови Сад            |         | Грб Новог Сада                   |
|                | Општина Нова Црња        |         | Грб општине Нова Црња            |
|                | Општина Нови Кнежевац    |         | Грб општине Нови Кнежевац        |
|                | Општина Опово            |         | Грб општине Опово                |
|                | Општина Оџаци            |         | Грб општине Оџаци                |
|                | Град Панчево             | 1881.   | Грб Панчева                      |
|                | Општина Пећинци          |         | Грб општине Пећинци              |
|                | Општина Петроварадин     |         | Грб градске општине Петроварадин |
|                | Општина Пландиште        |         | Грб општине Пландиште            |
|                | Општина Рума             |         | Грб општине Рума                 |
|                | Општина Сента            |         | Грб општине Сента                |
|                | Општина Сечањ            |         | Грб општине Сечањ                |
|                | Град Сомбор              |         | Грб Сомбора                      |
|                | Општина Србобран         |         | Грб општине Србобран             |
|                | Град Сремска Митровица   |         | Грб Сремске Митровице            |
|                | Општина Сремски Карловци |         | Грб општине Сремски Карловци     |
|                | Општина Стара Пазова     |         | Грб општине Стара Пазова         |
|                | Град Суботица            |         | Грб Суботице                     |
|                | Општина Темерин          |         | Грб општине Темерин              |
|                | Општина Тител            |         | Грб општине Тител                |
|                | Општина Чока             |         | Грб општине Чока                 |
|                | Општина Шид              |         | Грб општине Шид                  |

## Косово и Метохија
| Грб или амблем | Град или општина           | Усвојен | Опис грба                      |
| -------------- | -------------------------- | ------- | ------------------------------ |
|                | Општина Витина             |         |                                |
|                | Општина Вучитрн            |         |                                |
|                | Општина Глоговац           |         |                                |
|                | Општина Гњилане            |         |                                |
|                | Општина Гора               |         |                                |
|                | Општина Дечани             |         |                                |
|                | Општина Ђаковица           |         |                                |
|                | Општина Звечан             |         |                                |
|                | Општина Зубин Поток        |         |                                |
|                | Општина Исток              |         | Грб општине Исток              |
|                | Општина Лепосавић          |         |                                |
|                | Општина Липљан             |         |                                |
|                | Општина Качаник            |         |                                |
|                | Општина Клина              |         |                                |
|                | Општина Косово Поље        |         |                                |
|                | Општина Косовска Каменица  |         |                                |
|                | Општина Косовска Митровица |         | Грб општине Косовска Митровица |
|                | Општина Ново Брдо          |         |                                |
|                | Општина Обилић             | 1989.   | Грб Општине Обилић             |
|                | Општина Ораховац           |         |                                |
|                | Општина Пећ                |         |                                |
|                | Општина Подујево           |         |                                |
|                | Општина Призрен            |         |                                |
|                | Град Приштина              |         |                                |
|                | Општина Србица             |         |                                |
|                | Општина Сува Река          |         |                                |
|                | Општина Урошевац           |         |                                |
|                | Општина Штимље             |         |                                |
|                | Општина Штрпце             |         | Грб општине Штрпце             |

## Грбови градова и општина Србије

### Војводина
Западнобачки округ
- Грб општине
Апатин
- Грб општине
Кула
- Грб општине
Оџаци
- Грб града
Сомбора

Јужнобанатски округ
- Грб општине
Алибунар
- Грб општине
Бела Црква
- Грб општине
Вршац
- Грб општине
Ковачица
- Грб општине
Ковин
- Грб општине
 Опово
- Грб општине
Пландиште
- Грб града
Панчева

Јужнобачки округ
- Грб општине
Бач
- Грб општине
Бачка Паланка
- Грб општине
Бачки Петровац
- Грб општине 
Беочин
- Грб општине
Бечеј
- Грб општине
Врбас
- Грб општине
Жабаљ
- Грб града
Новог Сада
- Грб општине
Петроварадин (НС)
- Грб општине
Сремски Карловци
- Грб општине
Србобран
- Грб општине
Тител
- Грб општине
Темерин

Севернобанатски округ
- Грб општине
Ада
- Грб општине
Кањижа
- Грб општине
Кикинда
- Грб општине
Нови Кнежевац
- Грб општине
Сента
- Грб општине
Чока

Севернобачки округ
- Грб општине
Бачка Топола
- Грб општине
Мали Иђош
- Грб града
 Суботице

Средњобанатски округ
- Грб општине
Житиште
- Грб града
Зрењанина
- Грб општине
Нова Црња
- Грб општине
Нови Бечеј
- Грб општине
Сечањ

Сремски округ
- Грб општине
Инђија
- Грб општине
Ириг
- Грб општине
Пећинци
- Грб општине
Рума
- Грб града
Сремска Митровица
- Грб општине
Стара Пазова
- Грб општине
Шид

### Град Београд
- Грб града
 Београда
- Грб општине
Барајево (Београд)
- Грб општине
Вождовац (Бгд)
- Грб општине
Врачар (Београд)
- Грб општине
Гроцка (Београд)
- Грб општине
Земун (Београд)
- Грб општине
Звездара (Бгд)
- Грб општине
Лазаревац (Бгд)
- Грб општине
Младеновац (Бгд)
- Грб општине
Нови Београд (Бгд)
- Грб општине
Обреновац
- Грб општине
Палилула (Бгд)
- Грб општине
Раковица (Бгд)
- Грб општине
Савски венац (Бгд)
- Грб општине
Сопот (Београд)
- Грб општине
Стари град (Бгд)
- Грб општине
Сурчин (Београд)
- Грб општине
Чукарица (Бгд)

### Централна Србија
Борски округ
- Грб општине
Бор
- Грб општине
Кладово
- Грб општине
Мајданпек
- Грб општине
Неготин

Браничевски округ
- Грб општине
Велико Градиште
- Грб општине
Голубац
- Грб општине
Жабари
- Грб општине
Жагубица
- Грб општине
Кучево
- Грб општине
Мало Црниће
- Грб општине
Петровац на Млави
- Грб града
Пожаревца
- Грб општине
Костолац (Пожар.)

Зајечарски округ
- Грб општине
Бољевац
- Грб града
Зајечара
- Грб општине
Књажевац
- Грб општине
Сокобања

Златиборски округ
- Грб општине
Ариље
- Грб општине
Бајина Башта
- Грб општине
Косјерић
- Грб општине
Нова Варош
- Грб општине
Пожега
- Грб општине
Прибој
- Грб општине
Пријепоље
- Грб општине
Сјеница
- Грб града
Ужица
- Грб општине
Чајетина

Јабланички округ
- Грб општине
Бојник
- Грб општине
Власотинце
- Грб општине
Лебане
- Грб града
Лесковца
- Грб општине
Медвеђа
- Грб општине
Црна Трава

Колубарски округ
- Грб града
Ваљева
- Грб општине
Лајковац
- Грб општине
Љиг
- Грб општине
Мионица
- Грб општине
Осечина
- Грб општине
Уб

Мачвански округ
- Грб општине
 Богатић
- Грб општине
Владимирци
- Грб општине
Коцељева
- Грб општине
Крупањ
- Грб града
Лознице
- Грб општине
Љубовија
- Грб општине
Мали Зворник
- Грб града
Шапца

Мoравички округ
- Грб општине
Горњи Милановац
- Грб општине
Ивањица
- Грб општине
Лучани
- Грб града
Чачка

Нишавски округ
- Грб општине
Алексинца
- Грб општине
Гаџин Хан
- Грб општине
Дољевац
- Грб општине
Мерошина (Ниш)
- Грб града
Ниша
- Грб општине
Медијана (Ниш)
- Грб општине
Нишка Бања (Ниш)
- Грб општине
Палилула (Ниш)
- Грб општине
Пантелеј (Ниш)
- Грб општине
Црвени Крст (Ниш)
- Грб општине
Ражањ
- Грб општине
Сврљиг

Пиротски округ
- Грб општине
Бела Паланка
- Грб општине
Бабушница
- Грб општине
Димитровград
- Грб општине
Пирот

Подунавски округ
- Грб општине
Велика Плана
- Грб града
Смедерева
- Грб општине
Смедеревска Паланка

Поморавски округ
- Грб општине
Деспотовац
- Грб града
Јагодина
- Грб општине
Параћин
- Грб општине
Рековац
- Грб општине
Свилајнац
- Грб општине
Ћуприја

Пчињски округ
- Грб општине
Босилеград
- Грб општине
Бујановац
- Грб општине
Владичин Хан
- Грб града
Врања
- Грб општине
 Врањска Бања
- Грб општине
Прешево
- Грб општине
Сурдулица
- Грб општине
 Трговиште

Расински округ
- Грб општине
Александровац
- Грб општине
Брус
- Грб општине
Варварин
- Грб града
Крушевца
- Грб општине
Трстеник
- Грб општине
Ћићевац

Рашки округ
- Грб општине
Врњачка Бања
- Грб града
Краљева
- Грб града
Нови Пазар
- Грб општине
Рашка
- Грб општине
Тутин

Топлички округ
- Грб општине
Блаце
- Грб општине
Житорађа
- Грб општине
Куршумлија
- Грб општине
Прокупље

Шумадијски округ
- Грб општине
Аранђеловац
- Грб општине
 Баточина
- Грб општине
Кнић
- Грб града
Крагујевца
- Грб општине
Лапово
- Грб општине
Рача
- Грб општине
Топола

### Косово и Метохија
Косовски управни округ
- Грб општине
Обилић
- Грб општине
Приштина
- Грб општине
Штрпце

Косовскомитровачки управни округ
- Грб општине
Вучитрн
- Грб општине
Зубин Поток
- Грб општине
Косовска Митровица

Косовскопоморавски управни округ
Пећки управни округ
- Грб општине
Исток

Призренски управни округ